# Alfred Sloan
Alfred Pritchard Sloan Jr. (23 maggio 1875 – 17 febbraio 1966) è stato un imprenditore statunitense.

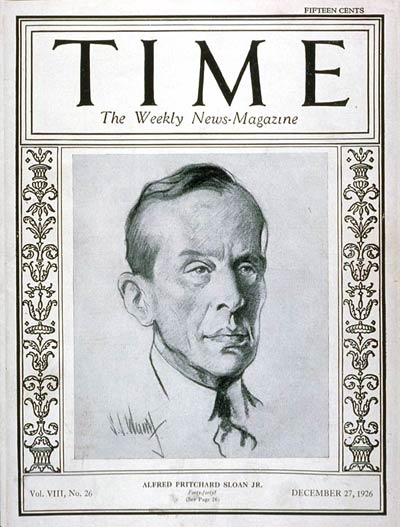
Copertina di Time Magazine (27 dicembre 1926)

È stato a lungo presidente e chairman della General Motors.

## Biografia
Sloan nacque a New Haven, Connecticut. Studiò ingegneria elettronica e si diplomò al Massachusetts Institute of Technology nel 1892. Mentre frequentava il MIT aderì alla confraternita universitaria Delta Upsilon.
Divenne presidente della Hyatt Roller Bearing, una società che costruiva rotelle e cuscinetti a sfera, nel 1899. Per un breve periodo di tempo, all'inizio del XX secolo, la Ford si fornì dalla Hyatt. Nel 1916 la sua azienda si unì alla United Motors Corporation che infine divenne parte della General Motors Corporation. Sloan ne divenne prima vicepresidente, poi presidente (1923) e infine Presidente del Consiglio di Amministrazione nel 1937. Nel 1934, creò la Fondazione Alfred P. Sloan, un istituto filantropico no-profit. La General Motors sotto Sloan divenne famosa nel gestire diverse operazioni finanziarie come ritorno sugli investimenti; queste misure furono introdotte nella GM da Donaldson Brown, un pupillo del vicepresidente John J. Raskob, il quale era a sua volta il pupillo di Pierre du Pont (la DuPont co. deteneva il 43% di GM).
A Sloan è attribuito il merito, peraltro dubbio, di aver stabilito dei cambiamenti annuali nello stile, dai quali derivò il concetto di obsolescenza pianificata. Egli inoltre creò una struttura dei prezzi, in cui (dal costo più basso al più alto) Chevrolet, Pontiac, Oldsmobile, Buick e Cadillac non si facevano concorrenza tra di loro, ed i compratori potevano entrare nella "famiglia" GM a seconda del loro potere d'acquisto e dei gusti che cambiavano nel tempo. Queste idee spinsero la General Motors ad essere leader nell'industria delle vendite dagli inizi del 1930, una posizione che conservarono per oltre 70 anni. Sotto la direzione di Sloan, la GM divenne la più grande e proficua impresa industriale di successo che il mondo abbia mai conosciuto.